# 배상훈
배상훈(1969년 4월 10일 ~ )은 대한민국의 범죄와 사회를 분석하는 팟캐스터 및 유투버이자 방송인이다. 서울디지털대학교 경찰학과 교수이자 학과장으로 재직했다. 권일용이 내부에서 독학하여 관련 업무를 부여받아 프로파일러가 된 케이스라면 이쪽은 경찰청에서 범죄심리분석관이라는 명칭으로 본격적으로 경력채용된 프로파일러 1기이다. 대중에게 1호 프로파일러로 알려져 있으나, 본 업무가 기관에 도입되고 처음으로 배정된 인물은 권일용이며 정식채용을 기준으로 한다고 해도 당시 배상훈을 포함해 1기로 채용된 인원은 15명이고 짧은 시기(2년) 동안 활동하고 퇴직한 배상훈과 달리 같은 시기 채용되어 아직까지 일선 수사에 기여 및 후배 프로파일러를 양성하는 프로파일러들이 있기에 배상훈은 1기라고 하는 것이 적절하다. 서울 강서구 재력가 살인 사건 재판에 피고(소송당한,살인교사혐의)측 증인으로 출석했을 때(당시, 서울디지털대학 경찰학과 교수) '경찰에 근무한 기간은 2년에 불과하고, 본인이 한 진술 분석 중 결재라인을 통해 정식으로 올라간 건 단 한 건도 없다'는 사실이 알려졌다. 다른 범죄분석관들의 이야기에 따르면 1기 연수 중 부상을 입어 수료는 2기생들과 같이 했다고 한다.

## 생애
1969년 경기도 이천시에서 태어났다. 이천남초등학교, 이천중학교, 이천고등학교를 졸업하고 1987년 3월 고려대학교 이과대학 화학과에 입학했다. 1994년 2월 동 대학 동 학과를 졸업한 후, 잠시 유학을 준비하다가 가정문제로 포기하고 1995년 서울대학교병원 임상병리실습생 과정을 거쳐 임상병리 업무에 종사했다. 1996년 동료의 산재사고와 건강문제로 인해 병원을 그만둔 후, 요양을 하면서 야간에 바텐더 일을 하기도 했다. 이후 친구의 소개로 1998년 한양대학교 문화인류학과 대학원에 입학하여 질적 연구방법, 참여관찰 등을 수학하였고, 2000년 다시 모교인 고려대학교 사회학과 대학원에 입학하여, 학문의 길로 들어섰다. '진보적 집단의 가족의식에 관한 연구'(2003년)로 석사학위를 받았고 이후 '조선의 상속 관행에 관한 연구'(2009년)로 박사학위를 받았다.
2003년 박사과정에 입학한 후 순천제일대학 사회복지과 겸임교수로 강의했다. 2004년 박사과정 재학 중, 민주노동당 국회의원 보좌관 및 정책연구원으로 채용되었으나 민주노동당 내부사정으로 국회에서 일하지는 못하였다. 박사수료 후, 논문을 준비하던 중, 2005년 7월 경찰청 범죄분석 1기 범죄심리분석관 채용시험에 응시, 합격하여, 중앙경찰학교에서 훈련을 받고 2007년 3월 8일 서울지방경찰청 수사부 형사과 과학수사계 행동과학팀에 배명 받아 근무하였다. 이후 연수휴직을 거쳐 서울 성북경찰서 과학수사팀, 전산실에서 근무하다가 2008년 11월 3일 퇴직하였다. 퇴직 후 서울시복지재단 부전문위원을 거쳐 광주광역시 광산구장애인복지관 사회복지사로 근무했고, 2010년부터 2018년까지 서울디지털대학교 경찰학과 교수로 재직했다.

## 학력
- 이천남초등학교
- 이천중학교
- 이천고등학교
- 고려대학교 화학 학사
- 고려대학교 대학원 사회학 석사

## 경력
- 서울지방경찰청 범죄심리분석관  서울시복지재단 부전문위원  광산구 장애인복지관 사회복지사

## 저서
- 《대한민국에서 범죄피해자가 되지 않는 법》. 스노우폭스. 2018. ISBN 9788992151641
- 《누가 진짜 범인인가》. 앨피. 2015. ISBN 9788992151641

## 방송 출연
- KBS2 《공소시효》
- TV조선 《추적자-마지막 진실》
- KBSW 《빨간 핸드백》
- OtvN 《어쩌다 어른》
- tvN 《곽승준의 쿨까당》